# ピナコテカレコード
ピナコテカレコードは、1980年に発足した日本のレコードレーベルである。主宰者は佐藤隆史。

## 概要
吉祥寺のライヴハウス『マイナー』の店主だった佐藤隆史が、『マイナー』での人気シリーズ『愛欲人民十時劇場』からの名演を集めたレコードを制作するにあたり立ち上げたレーベルである。
『TACO』収録の「きらら」という曲の歌詞で団体から抗議文章が来た事により1983年10月に解散。『TACO』の後にリリース予定だった、世界各国の政治歌を掲げた同時代音楽制作の『A-Musik』は後にバルコニーレコードから流通発売することとなった。

## 主要作品
- 『愛欲人民十時劇場』 灰野敬二他
- 『Punkanchtock』 Anode Cathode(第五列)
- 『ノール』 NORD
- 『PUNGO』 PUNGO(パンゴと読む)
- 『わたしだけ?』 灰野敬二(ファーストアルバム)
- 「三角福助」コクシネル
- 『Piyo-Piyo』 芳賀隆夫
- 『グランギニョル』 グランギニョル
- 『なまこじょしこうせい』 第五列＋DEKUスタジオ
- 『国家』 ジョン・ダンカン＋クリス＆コージー(ex.スロッビング・グリッスル)(ジョンダンカン自身のレーベルAQMから)
- 『TACO』 山崎春美 他
- 『A-Musik』 竹田賢一 他